# Eleições legislativas de 2019 na Maia

## Resultados Oficiais
| Partido                 | Partido                              | Votos   | %               | +/-   |
| ----------------------- | ------------------------------------ | ------- | --------------- | ----- |
|                         | Partido Socialista                   | 24 833  | 34,03 / 100,00  | 2,69  |
|                         | Partido Social Democrata             | 23 313  | 31,95 / 100,00  | -     |
|                         | Bloco de Esquerda                    | 8 163   | 11,19 / 100,00  | 1,94  |
|                         | CDU - Coligação Democrática Unitária | 3 316   | 4,54 / 100,00   | 2,07  |
|                         | Pessoas–Animais–Natureza             | 3 238   | 4,44 / 100,00   | 2,31  |
|                         | CDS – Partido Popular                | 1 998   | 2,74 / 100,00   | -     |
|                         | Iniciativa Liberal                   | 1 551   | 2,13 / 100,00   | Novo  |
|                         | LIVRE                                | 751     | 1,03 / 100,00   | 0,47  |
|                         | Outros (com menos de 1,00%)          | 2 787   | 3,81 / 100,00   |       |
| Votos Inválidos         | Votos Inválidos                      | 3 024   | 4,14 / 100,00   | 0,28  |
| Total                   | Total                                | 72 974  | 100,00 / 100,00 |       |
| Eleitorado/Participação | Eleitorado/Participação              | 116 306 | 62,74 / 100,00  | 1,93  |
| Fonte                   | Fonte                                | [ 1 ]   | [ 1 ]           | [ 1 ] |

## Resultados por Freguesia
Os resultados seguintes referem-se aos partidos que obtiveram mais de 1,00% dos votos:
| Freguesia               | %     | %     | %     | %    | %    | %    | %    | %    | Votantes |
| Freguesia               | PS    | PSD   | BE    | CDU  | PAN  | CDS  | IL   | L    | Votantes |
| ----------------------- | ----- | ----- | ----- | ---- | ---- | ---- | ---- | ---- | -------- |
| Águas Santas            | 36,84 | 27,03 | 13,08 | 5,43 | 4,90 | 2,17 | 1,25 | 1,11 | 13 987   |
| Castêlo da Maia         | 33,30 | 35,14 | 9,84  | 3,66 | 4,10 | 3,00 | 2,17 | 0,93 | 9 648    |
| Cidade da Maia          | 31,51 | 33,74 | 11,31 | 4,38 | 4,38 | 2,98 | 2,91 | 1,07 | 22 781   |
| Folgosa                 | 33,40 | 36,99 | 8,94  | 3,48 | 3,59 | 3,43 | 1,71 | 0,37 | 1 868    |
| Milheirós               | 38,69 | 28,94 | 10,27 | 4,39 | 3,61 | 2,49 | 1,49 | 1,23 | 2 688    |
| Moreira                 | 32,93 | 32,69 | 10,99 | 4,18 | 4,43 | 2,93 | 2,43 | 1,05 | 7 131    |
| Nogueira e Silva Escura | 35,31 | 32,31 | 10,17 | 3,40 | 4,73 | 3,05 | 1,61 | 1,19 | 4 358    |
| Pedrouços               | 36,31 | 28,32 | 11,84 | 6,29 | 4,70 | 2,43 | 1,84 | 1,03 | 6 293    |
| São Pedro Fins          | 34,02 | 38,42 | 8,90  | 3,62 | 3,71 | 2,35 | 1,17 | 0,29 | 1 023    |
| Vila Nova da Telha      | 34,56 | 33,56 | 9,48  | 4,50 | 4,35 | 2,38 | 1,94 | 0,84 | 3 197    |
| Maia                    | 34,03 | 31,95 | 11,19 | 4,54 | 4,44 | 2,74 | 2,13 | 1,03 | 72 974   |

#### Águas Santas
| Partido                 | Partido                              | Votos  | %               | +/-  |
| ----------------------- | ------------------------------------ | ------ | --------------- | ---- |
|                         | Partido Socialista                   | 5 153  | 36,84 / 100,00  | 3,02 |
|                         | Partido Social Democrata             | 3 780  | 27,03 / 100,00  | -    |
|                         | Bloco de Esquerda                    | 1 829  | 13,08 / 100,00  | 1,59 |
|                         | CDU - Coligação Democrática Unitária | 759    | 5,43 / 100,00   | 2,36 |
|                         | Pessoas–Animais–Natureza             | 686    | 4,90 / 100,00   | 2,66 |
|                         | CDS – Partido Popular                | 303    | 2,17 / 100,00   | -    |
|                         | Iniciativa Liberal                   | 175    | 1,25 / 100,00   | Novo |
|                         | LIVRE                                | 155    | 1,11 / 100,00   | 0,62 |
|                         | Outros (com menos de 1,00%)          | 593    | 4,24 / 100,00   |      |
| Votos Inválidos         | Votos Inválidos                      | 554    | 3,96 / 100,00   | 0,37 |
| Total                   | Total                                | 13 987 | 100,00 / 100,00 |      |
| Eleitorado/Participação | Eleitorado/Participação              | 23 228 | 60,22 / 100,00  | 3,65 |

#### Castêlo da Maia
| Partido                 | Partido                              | Votos  | %               | +/-  |
| ----------------------- | ------------------------------------ | ------ | --------------- | ---- |
|                         | Partido Social Democrata             | 3 390  | 35,14 / 100,00  | -    |
|                         | Partido Socialista                   | 3 213  | 33,30 / 100,00  | 3,97 |
|                         | Bloco de Esquerda                    | 949    | 9,84 / 100,00   | 2,26 |
|                         | Pessoas–Animais–Natureza             | 396    | 4,10 / 100,00   | 2,45 |
|                         | CDU - Coligação Democrática Unitária | 353    | 3,66 / 100,00   | 1,29 |
|                         | CDS – Partido Popular                | 289    | 3,00 / 100,00   | -    |
|                         | Iniciativa Liberal                   | 209    | 2,17 / 100,00   | Novo |
|                         | Outros (com menos de 1,00%)          | 443    | 4,58 / 100,00   |      |
| Votos Inválidos         | Votos Inválidos                      | 406    | 4,20 / 100,00   | 0,05 |
| Total                   | Total                                | 9 648  | 100,00 / 100,00 |      |
| Eleitorado/Participação | Eleitorado/Participação              | 15 851 | 60,87 / 100,00  | 1,25 |

#### Cidade da Maia
| Partido                 | Partido                              | Votos  | %               | +/-  |
| ----------------------- | ------------------------------------ | ------ | --------------- | ---- |
|                         | Partido Social Democrata             | 7 687  | 33,74 / 100,00  | -    |
|                         | Partido Socialista                   | 7 178  | 31,51 / 100,00  | 1,14 |
|                         | Bloco de Esquerda                    | 2 576  | 11,31 / 100,00  | 1,70 |
|                         | CDU - Coligação Democrática Unitária | 998    | 4,38 / 100,00   | 1,68 |
|                         | Pessoas–Animais–Natureza             | 997    | 4,38 / 100,00   | 2,16 |
|                         | CDS – Partido Popular                | 680    | 2,98 / 100,00   | -    |
|                         | Iniciativa Liberal                   | 662    | 2,91 / 100,00   | Novo |
|                         | LIVRE                                | 244    | 1,07 / 100,00   | 0,38 |
|                         | Outros (com menos de 1,00%)          | 797    | 3,51 / 100,00   |      |
| Votos Inválidos         | Votos Inválidos                      | 962    | 4,23 / 100,00   | 0,26 |
| Total                   | Total                                | 22 781 | 100,00 / 100,00 |      |
| Eleitorado/Participação | Eleitorado/Participação              | 34 965 | 65,15 / 100,00  | 0,77 |

#### Folgosa
| Partido                 | Partido                              | Votos | %               | +/-  |
| ----------------------- | ------------------------------------ | ----- | --------------- | ---- |
|                         | Partido Social Democrata             | 691   | 36,99 / 100,00  | -    |
|                         | Partido Socialista                   | 624   | 33,40 / 100,00  | 5,24 |
|                         | Bloco de Esquerda                    | 167   | 8,94 / 100,00   | 1,87 |
|                         | Pessoas–Animais–Natureza             | 67    | 3,59 / 100,00   | 2,25 |
|                         | CDU - Coligação Democrática Unitária | 65    | 3,48 / 100,00   | 2,14 |
|                         | CDS – Partido Popular                | 64    | 3,43 / 100,00   | -    |
|                         | Iniciativa Liberal                   | 32    | 1,71 / 100,00   | Novo |
|                         | Outros (com menos de 1,00%)          | 78    | 4,18 / 100,00   |      |
| Votos Inválidos         | Votos Inválidos                      | 80    | 4,28 / 100,00   | 0,85 |
| Total                   | Total                                | 1 868 | 100,00 / 100,00 |      |
| Eleitorado/Participação | Eleitorado/Participação              | 2 983 | 62,62 / 100,00  | 2,20 |

#### Milheirós
| Partido                 | Partido                              | Votos | %               | +/-  |
| ----------------------- | ------------------------------------ | ----- | --------------- | ---- |
|                         | Partido Socialista                   | 1 040 | 38,69 / 100,00  | 4,07 |
|                         | Partido Social Democrata             | 778   | 28,94 / 100,00  | -    |
|                         | Bloco de Esquerda                    | 276   | 10,27 / 100,00  | 2,57 |
|                         | CDU - Coligação Democrática Unitária | 118   | 4,39 / 100,00   | 2,33 |
|                         | Pessoas–Animais–Natureza             | 97    | 3,61 / 100,00   | 1,10 |
|                         | CDS – Partido Popular                | 67    | 2,49 / 100,00   | -    |
|                         | Iniciativa Liberal                   | 40    | 1,49 / 100,00   | Novo |
|                         | LIVRE                                | 33    | 1,23 / 100,00   | 0,82 |
|                         | Outros (com menos de 1,00%)          | 105   | 3,90 / 100,00   |      |
| Votos Inválidos         | Votos Inválidos                      | 134   | 4,98 / 100,00   | 1,34 |
| Total                   | Total                                | 2 688 | 100,00 / 100,00 |      |
| Eleitorado/Participação | Eleitorado/Participação              | 4 011 | 67,02 / 100,00  | 0,20 |

#### Moreira
| Partido                 | Partido                              | Votos  | %               | +/-  |
| ----------------------- | ------------------------------------ | ------ | --------------- | ---- |
|                         | Partido Socialista                   | 2 348  | 32,93 / 100,00  | 2,62 |
|                         | Partido Social Democrata             | 2 331  | 32,69 / 100,00  | -    |
|                         | Bloco de Esquerda                    | 784    | 10,99 / 100,00  | 2,74 |
|                         | Pessoas–Animais–Natureza             | 316    | 4,43 / 100,00   | 2,04 |
|                         | CDU - Coligação Democrática Unitária | 298    | 4,18 / 100,00   | 2,00 |
|                         | CDS – Partido Popular                | 209    | 2,93 / 100,00   | -    |
|                         | Iniciativa Liberal                   | 173    | 2,43 / 100,00   | Novo |
|                         | LIVRE                                | 75     | 1,05 / 100,00   | 0,56 |
|                         | Outros (com menos de 1,00%)          | 269    | 3,75 / 100,00   |      |
| Votos Inválidos         | Votos Inválidos                      | 328    | 4,60 / 100,00   | 0,74 |
| Total                   | Total                                | 7 131  | 100,00 / 100,00 |      |
| Eleitorado/Participação | Eleitorado/Participação              | 11 194 | 63,70 / 100,00  | 1,37 |

#### Nogueira e Silva Escura
| Partido                 | Partido                              | Votos | %               | +/-  |
| ----------------------- | ------------------------------------ | ----- | --------------- | ---- |
|                         | Partido Socialista                   | 1 539 | 35,31 / 100,00  | 6,30 |
|                         | Partido Social Democrata             | 1 408 | 32,31 / 100,00  | -    |
|                         | Bloco de Esquerda                    | 443   | 10,17 / 100,00  | 3,16 |
|                         | Pessoas–Animais–Natureza             | 206   | 4,73 / 100,00   | 2,86 |
|                         | CDU - Coligação Democrática Unitária | 148   | 3,40 / 100,00   | 2,90 |
|                         | CDS – Partido Popular                | 133   | 3,05 / 100,00   | -    |
|                         | Iniciativa Liberal                   | 70    | 1,61 / 100,00   | Novo |
|                         | LIVRE                                | 52    | 1,19 / 100,00   | 0,66 |
|                         | Aliança                              | 44    | 1,01 / 100,00   | Novo |
|                         | Outros (com menos de 1,00%)          | 155   | 3,56 / 100,00   |      |
| Votos Inválidos         | Votos Inválidos                      | 160   | 3,67 / 100,00   | 0,09 |
| Total                   | Total                                | 4 358 | 100,00 / 100,00 |      |
| Eleitorado/Participação | Eleitorado/Participação              | 7 093 | 61,44 / 100,00  | 3,10 |

#### Pedrouços
| Partido                 | Partido                              | Votos  | %               | +/-  |
| ----------------------- | ------------------------------------ | ------ | --------------- | ---- |
|                         | Partido Socialista                   | 2 285  | 36,31 / 100,00  | 1,18 |
|                         | Partido Social Democrata             | 1 782  | 28,32 / 100,00  | -    |
|                         | Bloco de Esquerda                    | 745    | 11,84 / 100,00  | 1,03 |
|                         | CDU - Coligação Democrática Unitária | 396    | 6,29 / 100,00   | 2,94 |
|                         | Pessoas–Animais–Natureza             | 296    | 4,70 / 100,00   | 2,64 |
|                         | CDS – Partido Popular                | 153    | 2,43 / 100,00   | -    |
|                         | Iniciativa Liberal                   | 116    | 1,84 / 100,00   | Novo |
|                         | LIVRE                                | 65     | 1,03 / 100,00   | 0,63 |
|                         | Outros (com menos de 1,00%)          | 230    | 3,66 / 100,00   |      |
| Votos Inválidos         | Votos Inválidos                      | 225    | 3,58 / 100,00   | 0,48 |
| Total                   | Total                                | 6 293  | 100,00 / 100,00 |      |
| Eleitorado/Participação | Eleitorado/Participação              | 10 213 | 61,62 / 100,00  | 2,61 |

#### São Pedro Fins
| Partido                 | Partido                              | Votos | %               | +/-  |
| ----------------------- | ------------------------------------ | ----- | --------------- | ---- |
|                         | Partido Social Democrata             | 393   | 38,42 / 100,00  | -    |
|                         | Partido Socialista                   | 348   | 34,02 / 100,00  | 7,00 |
|                         | Bloco de Esquerda                    | 91    | 8,90 / 100,00   | 3,06 |
|                         | Pessoas–Animais–Natureza             | 38    | 3,71 / 100,00   | 1,36 |
|                         | CDU - Coligação Democrática Unitária | 37    | 3,62 / 100,00   | 1,94 |
|                         | CDS – Partido Popular                | 24    | 2,35 / 100,00   | -    |
|                         | Iniciativa Liberal                   | 12    | 1,17 / 100,00   | Novo |
|                         | Outros (com menos de 1,00%)          | 40    | 3,91 / 100,00   |      |
| Votos Inválidos         | Votos Inválidos                      | 40    | 3,91 / 100,00   | 0,05 |
| Total                   | Total                                | 1 023 | 100,00 / 100,00 |      |
| Eleitorado/Participação | Eleitorado/Participação              | 1 620 | 63,15 / 100,00  | 1,41 |

#### Vila Nova da Telha
| Partido                 | Partido                              | Votos | %               | +/-  |
| ----------------------- | ------------------------------------ | ----- | --------------- | ---- |
|                         | Partido Socialista                   | 1 105 | 34,56 / 100,00  | 3,27 |
|                         | Partido Social Democrata             | 1 073 | 33,56 / 100,00  | -    |
|                         | Bloco de Esquerda                    | 303   | 9,48 / 100,00   | 1,82 |
|                         | CDU - Coligação Democrática Unitária | 144   | 4,50 / 100,00   | 2,60 |
|                         | Pessoas–Animais–Natureza             | 139   | 4,35 / 100,00   | 1,83 |
|                         | CDS – Partido Popular                | 76    | 2,38 / 100,00   | -    |
|                         | Iniciativa Liberal                   | 62    | 1,94 / 100,00   | Novo |
|                         | Outros (com menos de 1,00%)          | 160   | 5,00 / 100,00   |      |
| Votos Inválidos         | Votos Inválidos                      | 135   | 4,23 / 100,00   | 0,57 |
| Total                   | Total                                | 3 197 | 100,00 / 100,00 |      |
| Eleitorado/Participação | Eleitorado/Participação              | 5 148 | 62,10 / 100,00  | 3,61 |